# روبن سمدو
روبن آفونسو بورژس سمدو (پرتغالی: Rúben Afonso Borges Semedo؛ زادهٔ ۴ آوریل ۱۹۹۴) بازیکن فوتبال اهل پرتغال است که در پست مدافع میانی و هافبک دفاعی برای المرخیه در لیگ ستارگان قطر بازی میکند.

## افتخارات

### اسپورتینگ
- سوپر جام فوتبال پرتغال : ۲۰۱۵ [۱]

### المپیاکوس
- سوپر لیگ فوتبال یونان : ۲۰۱۹-۲۰۲۰ و ۲۰۲۰–۲۰۲۱ [۲]

- جام حذفی فوتبال یونان :۲۰۱۹–۲۰۲۰ [۳]

### پورتو
- لیگ برتر فوتبال پرتغال : ۲۲–۲۰۲۱ [۴][۵]

### الدحیل
- لیگ ستارگان قطر : ۲۰۲۲–۲۰۲۳ [۶]
- جام ولیعهد قطر : ۲۰۲۳ [۷]
- جام ستارگان قطر : ۲۰۲۲–۲۰۲۳ [۷]